# Kokola
Le kokola (ou kokhola) est une langue bantoue du groupe makua parlée principalement au Malawi, également au Mozambique.
En 2006 le nombre de locuteurs était estimé à 200 000 au Malawi et à 80 000 au Mozambique.